# Millena
Millena – gmina w Hiszpanii, w prowincji Alicante, we wspólnocie autonomicznej Walencja, o powierzchni 9,77 km². W 2011 roku liczyła 217 mieszkańców.